# Gordon Schildenfeld
Gordon Schildenfeld (Šibenik, 18 de março de 1985) é um futebolista croata que atua como defensor.

## Carreira em clubes

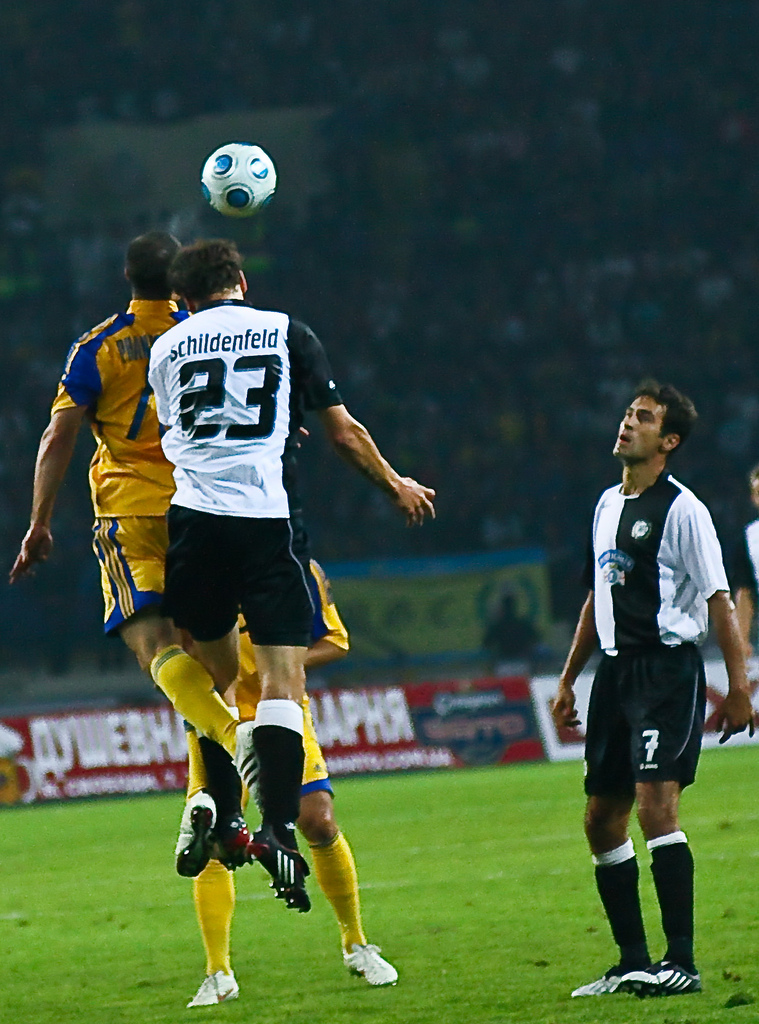
Gordon e Vakhtang Pantskhava disputando uma bola aérea.

Revelado no HNK Šibenik, Schildenfeld, que possui ascendência austríaca (daí a origem do sobrenome) e cuja família é de origem eslovena, profissionalizou-se em 2001 e permaneceu na equipe de sua cidade até 2007, marcando dois gols em 94 partidas.
A partir de 2007, passaria por Dínamo Zagreb, Beşiktaş, MSV Duisburg (empréstimo), Sturm Graz (também por empréstimo, depois sendo comprado em definitivo), Eintracht Frankfurt e  Dínamo de Moscou, clube que comrpou seus direitos federativos. Depois disso, foi emprestado ao PAOK FC e ao seu rival Panathinaikos FC, onde permaneceu por dois anos e ganhou uma copa grega contra seu ex time. Após o período no futebol grego, teve passagem por clubes como Anorthosis Famagusta FC, Šibenik e Aris Limassol. 
Em agosto de 2022, aposentou-se aos 37 anos.

## Seleção
Schildenfeld defende a Seleção da Croácia desde 2009, atuando em 15 partidas e não marcando nenhum gol. Em 2006, fez sua única partida pela Seleção Sub-21. ele fez parte do elenco da Seleção Croata de Futebol da Eurocopa de 2016 
Atuou nas três partidas da Croácia na primeira fase da Eurocopa de 2012. Integrou o elenco do país na Copa do Mundo FIFA de 2014.